# پاول سلوا
پاول سلوا (انگلیسی: Paul J. Selva؛ زادهٔ ۲۷ سپتامبر ۱۹۵۸) ژنرال بازنشسه نیروی هوایی ایالات متحده آمریکا است، که در فاصله سال‌های ۲۰۱۵ تا ۲۰۱۹ به‌عنوان دهمین جانشین رئیس ستاد مشترک فعالیت می‌کرد.
سلوا فعالیت نظامی را از سال ۱۹۸۰ در نیروی هوایی آمریکا آغاز کرد، از ۱۹۹۴ تا ۱۹۹۵ فرماندهی اسکادران ۹ سوخت‌گیری هوایی را برعهده داشت، از ۱۹۹۸ تا ۲۰۰۰ فرمانده گروه ۶۰ عملیات و از ۲۰۰۰ تا ۲۰۰۲ فرمانده بال ۶۲ هوایی بود و از ۲۰۰۳ تا ۲۰۰۴ به‌عنوان فرمانده مرکز کنترل هوایی تانکر فعالیت می‌کرد.
وی در فاصله سال‌های ۲۰۰۸ تا ۲۰۱۱ دستیار رئیس ستاد مشترک نیروهای مسلح ایالات متحده آمریکا و از ۲۰۱۱ تا ۲۰۱۲ جانشین فرمانده نیروهای هوایی اقیانوس آرام بود، از ۲۰۱۲ تا ۲۰۱۴ فرماندهی تحرک هوایی و از ۲۰۱۴ تا ۲۰۱۵ فرماندهی ترابری ایالات متحده آمریکا را برعهده داشت.